# Revolt Klan
Revolt Klan är en albansk musikgrupp bildad 2000. Gruppen bestod ursprungligen av Bruno Pollogati, Febi Shkurti, Genti, Niku, Marjo och Ervini men idag består gruppen av de två förstnämnda.
Gruppen debuterade vid Top Fest 2 år 2006. 2007 deltog de i samma tävling med låten "Gjithçka rinisë". De deltog även året därpå med "Mike" men de tog sig likt de tidigare två försöken inte till final. Efter ett års uppehåll deltog de 2010 med "Fjala e fundit" men tog sig inte till final. 
Efter fyra års uppehåll från tävlan deltog de i Top Fest 11 år 2014 med låten "Ëndërra vazhdon" med vilken de tog sig till semifinal. De deltog även i en annan stor albansk musiktävling 2014, Kënga Magjike 2014. Deras bidrag hette "Fillim i ri". I december 2014 deltog de i Festivali i Këngës 53, landets kanske största musiktävling. De deltog med den egenproducerade låten "Më mungon" och tävlade om att få representera Albanien i Eurovision Song Contest 2015. Med låten tog de sig inte vidare till finalen. 2015 deltog de i Festivali i Këngës 54 med låten "Dashurinë s'e gjejmë dot". De slogs ut i tävlingens semifinal.